# Poslanica Rimljanima
Poslanica Rimljanima jedna je od poslanica apostola Pavla; najveća je Pavlova poslanica i dio je Novoga zavjeta u Bibliji. Kao i druge poslanice ona je prigodan spis, pismo upućeno konkretnoj zajednici koja ima konkretne probleme. Kratica za nju je: Rim.

## Književna vrsta
Sv. Pavao upućuje ovu poslanicu kao neku vrstu vjerodajnog pisma. U njoj izlaže temeljne stavke svog propovijedanja. Zato ova poslanica više sliči teološkom traktatu nego pismu. Naširoko je zasnovana i razrađena, a cijelo izlaganje, prelazeći okvire lokalne Crkve, zahvaća u općekršćansku problematiku.

## Autor
Autor je poslanice sv. Pavao. Njegovo autorstvo ne dovodi se ozbiljno u pitanje iako se spominje Tercije, u prvom licu jednine, kao pisac poslanice (Rim 16,22). To znači da bi se u krajnjem slučaju moglo pitati jesu li poglavlja 15 i 16 naknadno dodana. Pogotovo 16. poglavlje koje je puno pozdrava te koje je prvo moglo biti upućeno kao zaseban spis zajednici u Efez. Istovremeno 15. poglavlje ne da se odijeliti od cjeline Poslanice unatoč nekim rukopisima koji upućuju na suprotno. Također i 16. poglavlje ima svoje razloge koji govore u prilog njenoj pripadnosti Poslanici Rimljanima. Jedan je od njih otvorena mogućnost Pavlova poznanstva s mnogim rimskim kršćanima koji su za Klaudija napustili Rim te se ponovno vratili.

## Naslovnici
Poslanica je upućena kršćanskoj zajednici u Rimu iako ju nije osnovao sam Apostol. U toj zajednici bio je veliki broj Židova koji su primili kršćanstvo.

## Vrijeme nastanka
Poslanica Rimljanima nastala je za vrijeme trećeg misijskog putovanja sv. Pavla, u Korintu zimi 57./58. godine

## Sadržaj
Poslanicu Rimljanima Pavao piše Crkvi u Rimu. Želja mu je da ju posjeti pa prethodno šalje svoju poslanicu po Febi. Pavao nije osnovao Crkvu u Rimu, pa se u uvodu poslanice predstavlja kao »sluga Krista Isusa, pozvan za apostola, odlučen za evanđelje Božje…« (Rim 1,1). Na kraju uvoda spominje glavnu temu poslanice, spasenje i život od vjere svakom koji vjeruje, Židovu i Grku (Rim 1,16s).
Odmah po uvodu nastupa oštar govor o gnjevu Božjem na svaku bezbožnost i nepravednost ljudi (Rim 1,18). Bez obzira bio to poganin koji ne poznaje Zakon ili Židov koji počiva na Zakonu i diči se Bogom (2,12.17) te unatoč obrezanju (2,25-29) svi su grešni (3,9-20). Izlaz je iz stanja grijeha »pravednost Božja po vjeri Isusa Krista, prema svima koji vjeruju.« (3,22). A ta se pravednost očitovala izvan Zakona (3,21). Ovime se došlo do središnjeg pojma poslanice – vjere. U poslanici je naglašeno opravdanje, spasenje i život pomoću vjere, ali to ne isključuje djela općenito. Naime, isključuje djela Zakona (3,28), ali uključuje djela po (ili u) vjeri o čemu svjedoči Abrahamov primjer (Rim 4). Opravdanje je potrebno jer Adamovim grijehom uđe smrt u svijet i u čovjeka (5,12.15). Opravdanje je dar za sve, dakle i bezbožnike koji je stigao smrću Isusa Krista (5,6.8.10.15). Prije Kristovog uskrsnuća grijeh je kraljevao smrću (5,21), a nakon uskrsnuća smrt više ne vlada njime (6,9). Tako je moguće da vjernici, evanđelja Božjeg unaprijed obećanog u Pismima svetim o Sinu njegovu, potomku Davidovu (1,1-3), žive tako da ne vlada više grijeh u smrtnome tijelu njihovu te se odaju požudama nego da se predaju Bogu za oružje pravednosti jer žive u milosti (6,12-13). Tako se vidi čovjekova nutarnja napetost, želja da se živi po Duhu te zakonitosti tijela koje odvraćaju od te želje (7,14-25). Nadalje se govori o Božjoj vjernosti svome obećanju Židovima (9,6-13) unatoč njihovoj nevjeri (9,25-11,24) zbog koje se Bog smilovao svima poganima (11,30-32). Na kraju će se Božje obećanje ipak ostvariti Izraelovim obraćenjem (11,25-29).
Na kraju, govori se o novostima koje treba živjeti u novom, kršćanskom životu, a to su: kršćanski život kao žrtva, duhovno bogoslužje, vršenje Božje volje, ponizna ljubav u zajednici (12,3-21), poslušnost vlastima (13,1-7) i poziv na jedinstvo (15,7-13) u izmiješanoj zajednici. 

## Poruka knjige
Temeljnu tematiku naviješta 1,16-17: Ne stidim se, uistinu, Evanđelja: ono je snaga Božja na spasenje svakome tko vjeruje...Jer pravednost se Božja od vjere k vjeri u njemu otkriva kao što je pisano: Pravednik će od vjere živjeti.
Temeljna je poruka opravdanje vjerom, a ne djelom po Zakonu. Tim opravdanjem dobilo se oproštenje od grijeha čime se postigla pravednost pred Bogom. Svi su pod grijehom. I Židovi i pogani. Međutim, nije dovoljno samo vjerovati i ne činiti ništa nego treba živjeti, odnosno u životu činiti djela u skladu s novim kršćanskim životom. Živeći tako, s vjerom u Krista čijom smrću smo zadobili opravdanje tj. oprost od grijeha, imamo se pravo nadati spasenju. Konačan oblik spasenja zadobivamo na posljednjem sudu (2,16). Važno je još istaći da će se, prema Poslanici Rimljanima, sav Izrael spasiti (9-11).